# Monte Luziano
Il Monte Luziano è un rilievo collinare, sito nel comune di Buseto Palizzolo, alto 459 metri s.l.m..
Le sue caratteristiche orografiche hanno reso possibile il determinarsi nel suo ambiente di un contesto naturalistico unico all'interno di un territorio che comprende parte dell'area del comune di appartenenza e che lambisce anche il territorio dei comuni confinanti, ossia Castellammare del Golfo e Calatafimi-Segesta.
La forte pendenza delle sue pendici ha reso infatti praticamente impossibile lo sfruttamento agricolo, garantendo così le condizioni fisiche e chimiche basilari al mantenimento e allo sviluppo di alcune specie vegetali e animali che risultano scomparse nei dintorni. Vi è praticata la caccia al Coniglio e al Cinghiale, ma in particolare a quest'ultimo, allo scopo di limitarne gli esemplari, in seguito alla reintroduzione di questa specie effettuata soprattutto nel vicino Bosco Scorace.